# شورای نوردیک
شورای نوردیک یک شورای ژئوپلیتیک درون‌مجلسی است که میان کشورهای نوردیک برقرار است. این شورا پس از جنگ جهانی دوم در سال ۱۹۵۲ میلادی با هدف ارتقا همکاری‌ها میان ۵ کشور نوردیک ایجاد شد. نخستین نتیجهٔ این شورا در سال ۱۹۵۲ میلادی، ایجاد بازار آزاد و رفت‌وآمد بدون نیاز به گذرنامه برای شهروندان این کشورها برای ورود به دیگر کشورهای عضو بود. این شورا دارای ۸۷ عضو انتخابی از کشورهای دانمارک، فنلاند، ایسلند، نروژ و سوئد و همچنین از جزایر فارو، گرینلند و جزایر الند است.
در سال ۱۹۷۱ میلادی، شورای وزیران نوردیک به‌عنوان سازمان دولتی بین‌المللی جهت تکمیل و گسترش شورای نوردیک ایجاد شد.
دربارهٔ موجودیت و ادامهٔ این شورا با توجه به وجود اتحادیهٔ اروپا، اظهارنظرهای متفاوتی ابراز شده‌است.

## مکان

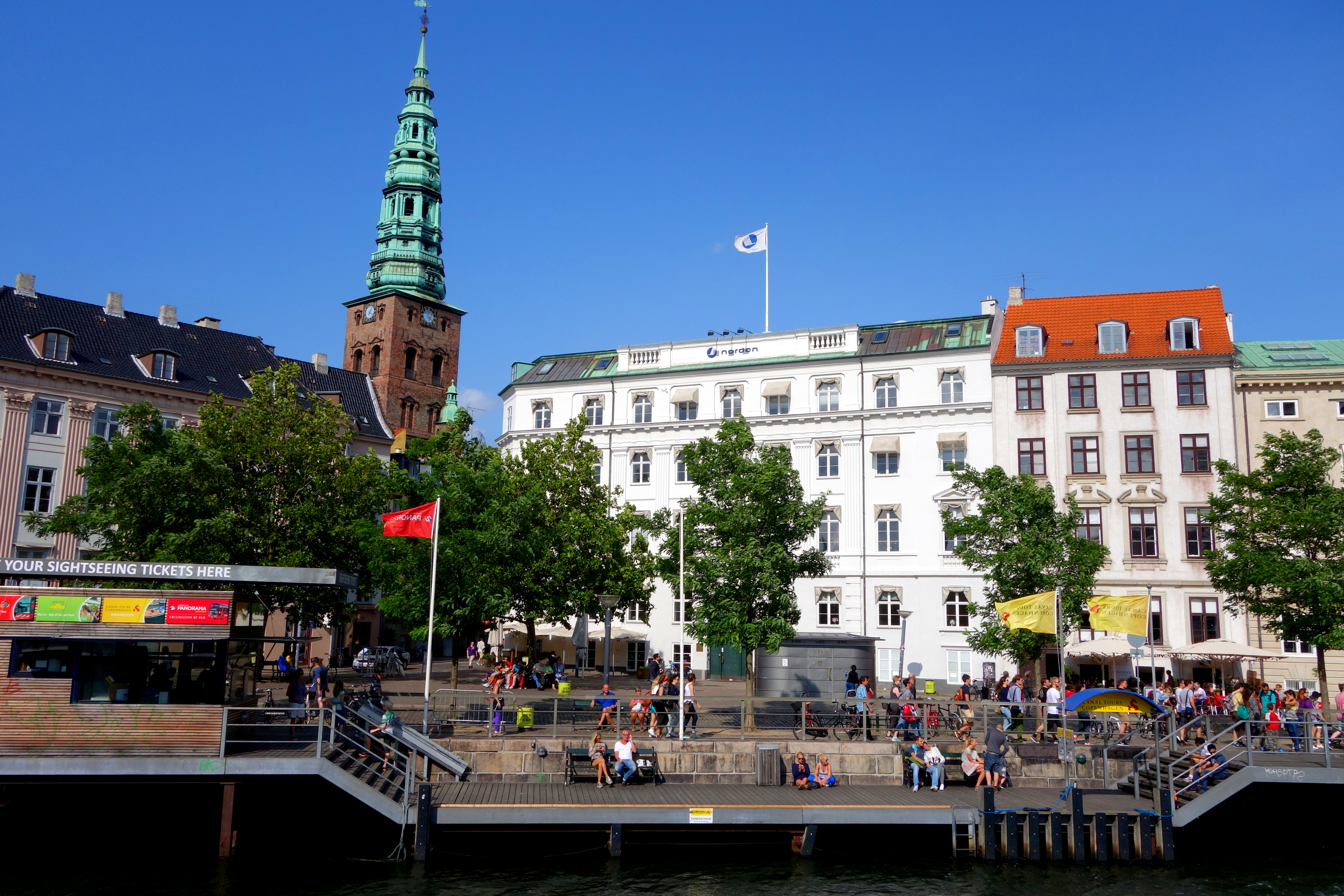
دفتر مرکزی شورای نوردیک در کپنهاگ (ساختمان سفید).

دفتر مرکزی شورای نوردیک و شورای وزیران نوردیک در شهر کپنهاگ قرار دارد هر کشور به‌طور جداگانه، دفاتر و تأسیسات خود را در آن دارد؛ همچنین در کشورهای همسایه نیز دفترهای بسیاری وجود دارد.

## اعضا
اعضای شورای نوردیک:
| نام کشور   | نشان رسمی | پرچم       | عضویت  | مجلس                     | وضع عضویت                        | تاریخ عضویت | تعداد اعضا | رابطه با اتحادیهٔ اروپا | رابطه با ناتو  |
| ---------- | --------- | ---------- | ------ | ------------------------ | -------------------------------- | ----------- | ---------- | ---------------------- | -------------- |
| دانمارک    |           | دانمارک    | کامل   | فلکتین                   | کشور مستقل                       | ۱۹۵۲        | ۱۶         | عضو                    | عضو            |
| فنلاند     |           | فنلاند     | کامل   | مجلس فنلاند              | کشور مستقل                       | ۱۹۵۵        | ۱۸         | عضو                    | شریک           |
| ایسلند     |           | ایسلند     | کامل   | آلثینگی                  | کشور مستقل                       | ۱۹۵۲        | ۷          | وابسته                 | عضو            |
| نروژ       |           | نروژ       | کامل   | استورتینگ (پارلمان نروژ) | کشور مستقل                       | ۱۹۵۲        | ۲۰         | وابسته                 | عضو            |
| سوئد       |           | سوئد       | کامل   | ریکسداگ                  | کشور مستقل                       | ۱۹۵۲        | ۲۰         | عضو                    | شریک           |
| جزایر الند |           | جزایر الند | وابسته | Lagting                  | منطقهٔ خودمختار در فنلاند         | ۱۹۷۰        | ۲          | قلمرو                  | منطقه غیرنظامی |
| جزایر فارو |           | جزایر فارو | وابسته | Løgting                  | منطقهٔ خودمختار در قلمروی دانمارک | ۱۹۷۰        | ۲          | محدود                  | عضو            |
| گرینلند    |           | گرینلند    | وابسته | Inatsisartut             | منطقهٔ خودمختار در قلمروی دانمارک | ۱۹۸۴        | ۲          | OCT                    | عضو            |
| استونی     |           | استونی     | ناظر   | مجلس استونی              | کشور مستقل                       | ۱۹۹۱        |            | عضو                    | عضو            |
| لتونی      |           | لتونی      | ناظر   | Saeima                   | کشور مستقل                       | ۱۹۹۱        |            | عضو                    | عضو            |
| لیتوانی    |           | لیتوانی    | ناظر   | Seimas                   | کشور مستقل                       | ۱۹۹۱        |            | عضو                    | عضو            |

## آیندهٔ شورا
برخی علاقه‌مندند که شورای نوردیک همکاری با کشورهای نوردیک را بیش از اکنون گسترش دهد. اگر کشورهای ایسلند، سوئد، نروژ، دانمارک و فنلاند، آن‌چنان‌که برخی علاقه‌مندند، در زمینهٔ اقتصادی با یکدیگر ادغام شوند، با داشتن تولید ناخالص داخلی به‌رقم ۱٫۶۰ تریلیون دلار آمریکا، این منطقه را به ۱۲مین اقتصاد برتر جهان تبدیل خواهد کرد، یعنی بزرگ‌تر از اقتصاد کشورهایی همچون استرالیا، اسپانیا، مکزیک و کرهٔ جنوبی. گونار وِتِربرگ، تاریخ‌دان و اقتصاددان سوئدی پیشنهاد ایجاد یک اتحادیه از کشورهای نوردیک را داده است. وی عنوان کرده که ایجاد یک اتحادیهٔ شمالی می‌تواند قدرت بین‌المللی این کشورها را افزایش دهد.

### گسترش
در سال ۱۹۹۹ میلادی، توماس هندریک ایلوس وزیر امور خارجهٔ استونی، کشورهای بالتیک را تشویق کرد که به‌عضویت کامل این شورا درآیند. در سخنرانی معروف وی تحت عنوان «استونی به‌مثابهٔ کشوری نوردیک»، وی نتیجه گرفت که استونی «مورد ویژه‌ای» برای عضویت در شورای نوردیک است. ایلوس در سال ۲۰۰۶ میلادی رئیس‌جمهور استونی شد.